# Bataille de Kouno
Expédition Gentil
La bataille de Kouno est une bataille qui voit une victoire peu concluante de l'armée française sur l'armée musulmane dirigée par Rabih al-Zubeir ibn Fadl Allah (Rabah), dans le contexte de l'expansion coloniale française en Afrique et des grandes expéditions à l'intérieur des terres comme l'expédition Marchand, ou la mission Foureau-Lamy, et plus précisément lors de la colonisation du Tchad. Il a lieu dans la ville de Kouno non loin de la ville de Sarh autrefois nommée Fort-Archambault dans la région du Moyen-Chari au sud du Tchad.

## Contexte
La bataille de Kouno se déroule lors de l'expédition d'Émile Gentil qui avec d'autres va à partir de 1880 entreprendre la colonisation de l'intérieur de continent africain en partant par Alger, Dakar, Porto-Novo etc. Le but est de rallier l'ensemble des colonies et flatter la nationalisme français qui fut ébranlé par la défaite lors de la guerre franco-allemande de 1870 et la chute du Second Empire. De plus ces missions et expéditions se placent dans un contexte de tension entre grandes puissances comme entre la France, Empire britannique, ou Empire allemand, dont les rivalités avaient normalement été réglées lors de la conférence de Berlin.

## La bataille

### Prélude
Le 16 août 1899, le chef de la mission Gentil, le capitaine Émile Gentil, est informé de l'anéantissement total par le chef de guerre Rabih az-Zubayr de la mission Bretonnet-Braun au combat de Togbao le 17 juillet. Gentil savait que les missions Foureau-Lamy et Voulet marchaient vers le sud du Tchad, respectivement depuis l'Algérie et le Niger. Son objectif premier était d'unir ses forces à celles de la mission Voulet-Chanoine; mais il sentit d'abord qu'il devait se libérer de Rabih et partit donc le 23 octobre de Fort-Archambault, ne laissant qu'une vingtaine d'hommes sous le commandement du maréchal des logis Bauguies. Gentil commença à naviguer sur le Chari en amont, comptant sur trois canons, tandis que le bateau à vapeur Léon-Blot et leur barge en avaient deux autres. Une colonne formée des hommes de Cointet et de Lamothe, sous le commandement du capitaine Robillot, prit à la place la route terrestre en marchant près du bord de la rivière. Le 26 octobre, Gentil campe près des collines de Togbao, à seulement 20 km des forces de Rabih, où il inspecte le champ de bataille du combat précédent et unit ses forces à celles de Robillot. Le 28 octobre, Gentil embarqua la plupart de ses forces et se dirigea vers Kouno qui fut vu pour la première fois, à 9 heures, et où Rabih attendait Gentil ; Rabih ne savait que l'arrivée du bateau à vapeur, alors qu'il ignorait les trois compagnies qui passaient près du fleuve.

### La bataille
À l'approche des forces de Rabih, Gentil ordonna aussitôt au bateau à vapeur et à la barge d'ouvrir le feu avec leurs canons; et au même moment, à la grande surprise des forces de Rabih, la colonne avançant par voie terrestre fit de même avec son artillerie. Ils répondirent néanmoins en utilisant leur artillerie, les trois canons gagnés à Togbao, qu'ils utilisèrent avec beaucoup d'habileté. Rabih avait également placé sur la gauche un groupe de fusiliers, dont les tirs de fusils commençaient également à mettre en difficulté les tirailleurs sénégalais de Robillot, poussant Robillot à ordonner un assaut à la baïonnette sur les lignes de Rabih. Ces derniers n'étant pourvus que d'armes à feu, ils s'enfuirent en désordre vers Kouno. L'assaut amène les Français aux abords de Kouno, où ils mettent le feu. Ils continuèrent à avancer jusqu'à se trouver juste devant les fortifications de Kouno ; Ici, Rabih avait rassemblé toutes ses forces, qui déclenchèrent un tir massif de fusils, appuyés par une pièce d'artillerie. Après trois heures de combat et il était midi, certains hommes de Rabih ont commencé à céder et à s'échapper ; et cela s'est amplifié lorsque l'un des principaux lieutenants de Rabih, Othman Cheiko, gouverneur de Kousséri, a été tué. Gentil ordonna maintenant d'attaquer la palissade avec un assaut à la baïonnette, qui fut repoussé après de durs combats par Rabih en personne avec seulement quelques centaines d'hommes résistant encore autour de lui. Les tirs de fusils se poursuivirent, mais à 16 h 30, Gentil fut contraint d'admettre qu'il ne prendrait jamais le fort ennemi ce jour-là. Gentil a subi de lourdes pertes : 46 soldats sont morts, tandis que 106 sont blessés, soit près de la moitié de ses 344 hommes. Parmi les morts se trouvait le maréchal de logis de Possel, tandis que le capitaine Robillot et le lieutenant Kieffer étaient grièvement blessés. Rabih avait également subi des pertes importantes et certains de ses bannières avaient été tués, comme Boubakar, le lieutenant en chef de Rabih. Après avoir passé la nuit près du fort, le lendemain matin, Gentil, après avoir vérifié que, outre les pertes humaines, les munitions et les provisions étaient presque épuisées, ordonna la retraite vers Fort-Archambault, où les Français revinrent sans problème. La bataille s'était révélée peu concluante ; Kouno n'avait pas été prise et Rabih restait toujours le principal obstacle à la conquête française du Tchad. Les deux camps avaient subi de lourdes pertes et Gentil n'avait plus d'autre choix que d'attendre l'arrivée des missions Voulet-Chanoine et Foureau-Lamy.